# Antalfalva
Antalfalva (szerbül Ковачица / Kovačica, szlovákul Kovačica, románul Covǎcița, németül Kowatschitza) település és község Szerbiában, a Vajdaságban, a Dél-bánsági körzetben. Lakói főleg szlovákok.

## Fekvése
Pancsovától északra, a Nagykikinda–Nagybecskerek–Pancsova-vasútvonal mentén Torontálvásárhelytől északkelet fekvő település.

## A község települései
A községhez nyolc település tartozik (zárójelben a szerb név szerepel):
- Antalfalva (Ковачица / Kovačica)
- Cserépalja (Црепаја / Crepaja)
- Nagylajosfalva (Падина / Padina)
- Számos (Самош / Samoš)
- Torontálputnok (Путниково / Putnikovo)
- Torontáludvar (Идвор / Idvor)
- Torontálvásárhely (Дебељача / Debeljača)
- Újozora (Уздин / Uzdin)

## Története
A település eredeti neve Kovaschitza volt. 1750-ben még csak kincstári puszta volt, amelyet a délmagyarországi kincstári puszták bérlő társasága bérelt. 1751-1752-ben a Tiszán és a Maroson túl feloszlatott határőrségi települők szállották meg. 1767-ben a németbánsági Határőrvidék megalakításával a 12. számú németbánsági ezred egyik századának székhelye lett, neve ekkor már Antalfalva volt.
1801-1803. között Árva, Trencsén és Békés vármegyékből evangélikus szlovákok költöztek ide papjukkal és tanítójukkal együtt és csakhamar hozzáfogtak templomuk felépítéséhez is, amely 1828-ra épült fel.
1849-ben majd 1893-ban nagy kolerajárvány volt a településen, mely lakosságát nagyon megtizedelte. 
1872-ig a helység a német-bánsági Határőrvidékhez tartozott, ekkor Torontál vármegyéhez csatolták.
1910-ben 4969 lakosából 329 magyar, 103 német, 4417 szlovák lakosa volt. Ebből 226 római katolikus, 4301 evangélikus, 84 görögkeleti ortodox volt.
A trianoni békeszerződés előtt Torontál vármegye Antalfalvai járásához tartozott.

## Népesség

### Demográfiai változások
| 1948 | 1953 | 1961 | 1971 | 1981 | 1991 | 2002 | 2011 |
| ---- | ---- | ---- | ---- | ---- | ---- | ---- | ---- |
| 6359 | 6674 | 6990 | 7119 | 7357 | 7436 | 6764 | 6259 |

| Nemzetiség       | Szám | %     |
| Szlovákok        | 5697 | 84,22 |
| Szerbek          | 558  | 8,24  |
| Cigányok         | 145  | 2,14  |
| Jugoszlávok      | 69   | 1,02  |
| Magyarok         | 34   | 0,50  |
| Románok          | 23   | 0,34  |
| Montenegróiak    | 14   | 0,20  |
| Albánok          | 14   | 0,20  |
| Macedónok        | 13   | 0,19  |
| Horvátok         | 9    | 0,13  |
| Vlachok          | 4    | 0,05  |
| Oroszok          | 2    | 0,02  |
| Németek          | 2    | 0,02  |
| Bolgárok         | 2    | 0,02  |
| Csehek           | 1    | 0,01  |
| Szlovének        | 1    | 0,01  |
| Ruszinok         | 1    | 0,01  |
| Muzulmánok       | 1    | 0,01  |
| Egyéb/Ismeretlen |      |       |

| Nemzetiség       | Szám  |
| Szlovákok        | 5 142 |
| Szerbek          | 593   |
| Cigányok         | 159   |
| Magyarok         | 34    |
| Románok          | 28    |
| Albánok          | 24    |
| Jugoszlávok      | 22    |
| Horvátok         | 13    |
| Macedónok        | 13    |
| Montenegróiak    | 7     |
| Muzulmánok       | 3     |
| Oroszok          | 3     |
| Bolgárok         | 2     |
| Bosnyákok        | 1     |
| Bunyevácok       | 1     |
| Ruszinok         | 1     |
| Szlovének        | 1     |
| Egyéb            | 9     |
| Nem nyilatkozott | 157   |
| Régió            | 27    |
| Ismeretlen       | 19    |

## Testvérvárosai
- Arilje, Szerbia
- Forêt de Saint-Georges, Románia
- Lapovo, Szerbia
- Malko Tarnovo, Bulgária
- Monfalcone, Olaszország
- Temesrékas, Románia